# Institut international de la marionnette
Pour les articles homonymes, voir IIM.
L'Institut international de la marionnette (IIM) est une association loi de 1901 sise à Charleville-Mézières, qui a pour mission de contribuer au développement des arts de la marionnette à travers la formation et la recherche. L'institut contribue également à la valorisation de ceux-ci sur le plan national et international par le biais de rencontres, de colloques et de résidences d'artistes et de chercheurs. Ces missions sont définies par le Ministère de la Culture (France).
Il devient le Pôle international de la marionnette - Jacques Félix en fusionnant avec l’association des Petits Comédiens de Chiffons le 1er janvier 2025.

## Historique

### Création d'un lieu permanent
L'histoire de l'Institut international de la marionnette est liée à celle de son fondateur, Jacques Félix (1923-2006). La découverte de l'art de la marionnette dans le cadre du scoutisme conduit Jacques Félix à créer en 1948, avec quelques amis, l'association des Petits comédiens de chiffons, en référence aux marionnettes de tissu utilisées dans les spectacles de cette compagnie.

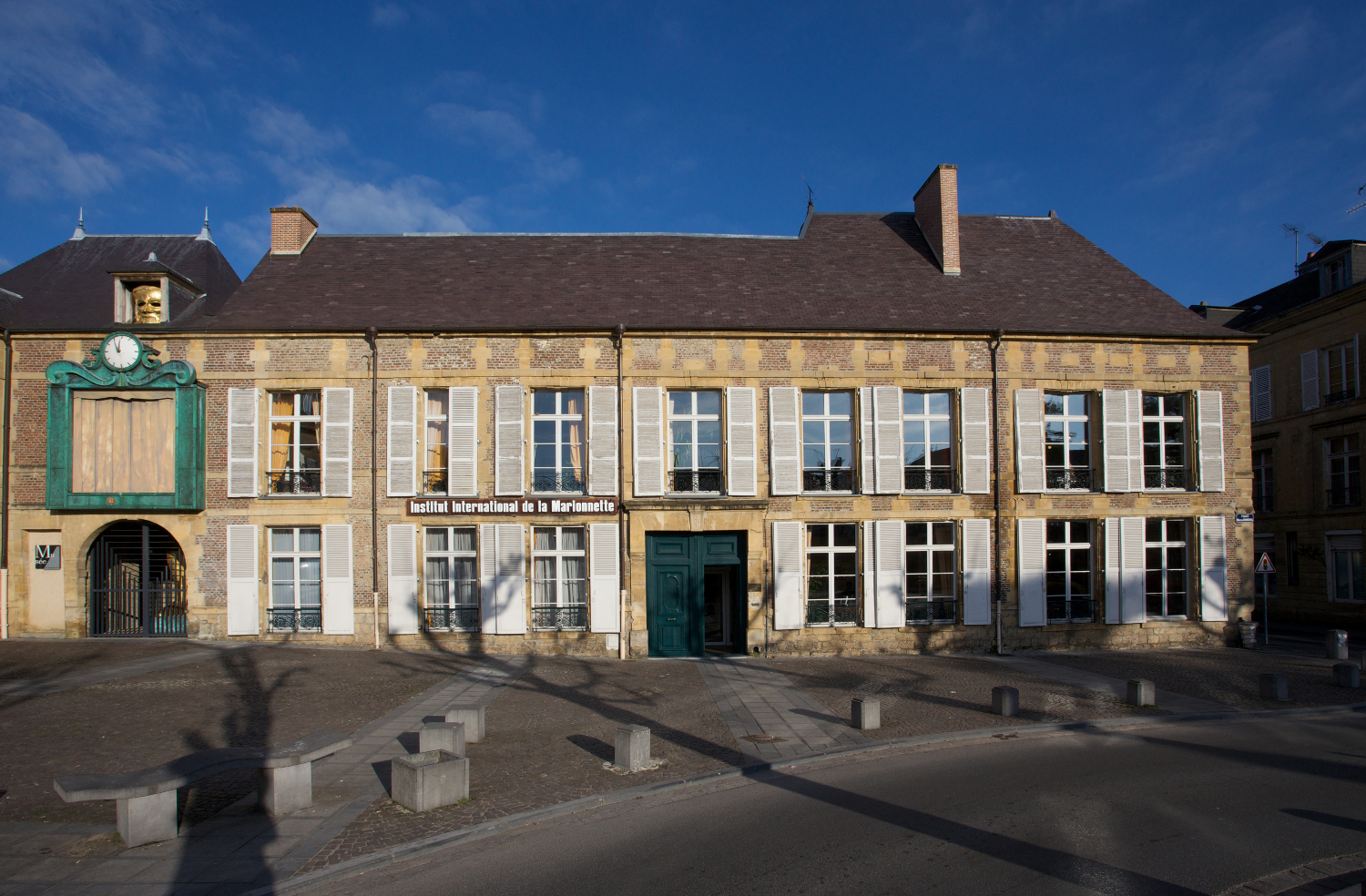
Façade de l'Institut international de la marionnette et du Grand marionnettiste créé par Jacques Monestier (artiste), place Winston Churchill à Charleville-Mézières

Dès 1961 s'organise le premier festival à Charleville-Mézières, le Festival international des marionnettes, qui accueille une quinzaine de compagnies. À cette occasion se tient par ailleurs la deuxième édition du Congrès national du syndicat des guignolistes et marionnettistes français.
En 1972, la ville de Charleville-Mézières est retenue pour accueillir le 11e congrès de l'Union internationale de la marionnette (UNIMA). Le festival est alors renommé Festival mondial des théâtres de marionnettes et étend son rayonnement avec l'accueil de compagnies du monde entier.
La marionnette est ainsi consacrée à Charleville-Mézières, qui devient ainsi sa capitale mondiale, mais un lieu permanent de rencontre fait toujours défaut. Jacques Félix, président de l'association des Petits comédiens de chiffons et président fondateur du Festival mondial des théâtres de marionnettes, également Secrétaire général de l'UNIMA (1980-2000), soutenu par les collectivités territoriales et le Ministère de la Culture et de la Communication, porte alors le projet de création d'un lieu professionnel. L'Institut international de la marionnette voit le jour en 1981 et s'installe au cœur de la ville.

### Évolutions depuis la création
La formation professionnelle est le premier domaine d'activités de l'institut. Dès son origine, des stages thématiques sont mis en place, le premier étant un stage sur la marionnette à fils dirigé par Michael Meschke, metteur en scène et plasticien, et Jan Dvořák, constructeur de marionnettes et metteur en scène. L'objectif de ce stage est de confronter les stagiaires à la diversité des points de vue esthétiques et à la pluralité des réponses. Entre 1981 et 1986 se met en place un programme annuel de formations de haut niveau dédiées aux marionnettistes professionnels et encadrés par des créateurs reconnus.
Après le départ de François Larose, premier directeur de l'institut de 1981 à 1983, des réflexions sur l'organisation de l'institut émergent. Margareta Niculescu, directrice de l'institut entre 1985 et 1998, ainsi que Christian Chabaud, François Lazaro, Jean-Pierre Lescot, Alain Recoing et Jean-Loup Temporal, se réunissent en 1987, année de la création du Conseil des professeurs de l'École nationale supérieure des arts de la marionnette (ESNAM). Ils inventent une pédagogie autour de nouveaux langages et des nouvelles techniques, incluant des stages thématiques plus spécifiques. Ces stages sont encadrés par des artistes comme Philippe Genty ou Ilka Schönbein.
Des ateliers sont organisés avec des professionnels comme Jim Henson, créateur du Muppet Show et des Fraggle Rock, ou Tadeusz Kantor qui a dirigé un stage en 1988 « Les objets de la maison » à l'institut. En 2000, Peter Schumann, fondateur du Bread and Puppet Theatre, a dirigé un atelier, « La messe d'insurrection de l'enfant ouvrier » au Grand Magasin avec la 5e promotion de l'ESNAM. Ainsi, un programme de formation s’élabore progressivement, pour assurer la transmission des savoirs des arts de la marionnette.
Selon Margareta Niculescu, « il était urgent pour la marionnette qu'elle affirme la place originale qu'elle devait tenir au même rang que les autres arts de la scène ».  L'IIM se fixe alors un nouvel objectif, celui de susciter l'intérêt des chercheurs, historiens, théoriciens, sociologues et anthropologues pour les arts de la marionnette. L'institut développe alors un programme de résidence et d'édition. La revue Puck, La Marionnette et les autres arts, périodique consacré à l'histoire et la théorie des arts de la marionnette, voit le jour en 1988. Il est bientôt suivi de l'ouverture de la Villa d'Aubilly en 1996, destinée à accueillir les chercheurs.
L’institut organise également des rencontres. Celles-ci rassemblent des professionnels des arts de la scène, comme « Musiques en mouvement » en 1992, ou la rencontre internationale des écoles de marionnettes en 1990. Ces rencontres s'étendent à l'étranger dès 1996, et plus tard des colloques internationaux ont lieu.
De 1994 à 1998, l'IIM organise en juin et juillet une programmation de spectacles, concerts, expositions, etc., sous le titre « Un été au petit bois ». Cette manifestation vise à faire rayonner l'art de la marionnette en réunissant tous les arts qui le composent. L'institut se forge un réseau en mêlant recherche, formation, stages, rencontre, et témoigne de la pluridisciplinarité des arts de la marionnette qui font appel à plusieurs corps de métier : metteur en scène, chorégraphe, écrivain, sculpteur, etc., menant au projet culturel de création d'art.
Roman Paska est nommé directeur de l'institut en 1999, il le sera jusqu'en 2002. Lucile Bodson reprend la direction de l'institut en 2003. Avec le soutien du Ministère de l'Éducation nationale et du Ministère de la Culture (France), un service éducatif est ouvert en 2008. L'année suivante, l'institut est tête de file d'un vaste projet de numérisation en vue de la réalisation, avec l'aide du Ministère de la Culture et de la Communication : le Portail des arts de la marionnette. En 2012, le pôle Recherche et documentation voit le jour. Eloi Recoing est nommé à la direction de l'Institut et de son école, en juillet 2014.

« En dépit d'une structure minimale, animé par de forte personnalités, l'Institut est devenu, à une échelle internationale, le moteur et le soutien des initiatives se proposant de décloisonner la marionnette de son ghetto, de l'ouvrir aux langages visuels et aux écritures contemporaines. »

— Brunella Eruli, Passeurs et Complices - Passing It On.
Comme l'explique Brunella Eruli (1943-2012), rédactrice en chef de Puck, l'institut cherche à échapper aux clichés sur la marionnette.
Aujourd'hui, les activités de l'institut s’organisent autour de trois pôles : un pôle Formation, et un pôle Recherche et Innovation et un Centre de Documentation et des Collections.
Philippe Sidre, précédemment directeur du théâtre Gérard Philipe de Frouard, scène conventionnée pour les arts de la marionnette, est nommé à la direction de l'Institut en septembre 2018. Il quitte ses fonctions en juillet 2022.
Depuis quelques années, l'Institut International de la Marionnette connaît de grandes difficultés, tant financières que structurelles. Un changement de statut vers celui d'Etablissement Public de Coopération Culturelle (EPCC) est envisagé. 
Pierre-Yves Charlois succède à Philippe Sidre en juillet 2022. Il prend la direction de l'Institut en complément de la direction du Festival mondial des théâtres de marionnettes, dans le cadre de la préfiguration d'un Pôle de référence des arts de la marionnette. Ce futur pôle réunira l’ensemble des composantes de la filière marionnette à l’horizon 2023-2024 : formation initiale et continue, recherche-innovation, patrimoine, création, diffusion, actions artistiques et culturelles. 
En 2021, la ministre de la Culture Roselyne Bachelot, commandait une étude à Frédéric Maurin sur la situation des deux grandes institutions françaises des arts de la marionnette : les Petits Comédiens de Chiffons - association support du Festival mondial des théâtres de marionnettes -  et l’Institut International de la Marionnette. À la suite du rapport appelant à un rapprochement pour renforcer leur rôle, le ministère de la Culture et les collectivités territoriales partenaires des deux projets – la Région Grand Est, le Département des Ardennes, l’Agglomération Ardenne Métropole et la Ville de Charleville-Mézières – ont alors proposé aux Petits Comédiens de Chiffons et à l’Institut International de la Marionnette de se réunir en un seul établissement. 
Le 5 décembre 2024, elles ont annoncé leur unification en un Pôle International de la Marionnette-Jacques Félix, opérationnel dès janvier 2025. Ce pôle est dirigé par Pierre-Yves Charlois et présidé par Frédéric Maurin. La création de cette nouvelle structure vise prolonger et amplifier l’héritage de Jacques Félix, au service des arts de la marionnette et des artistes, au service d’un territoire et de ses habitants.

## Pôle Formation

### École Nationale Supérieure des Arts de la Marionnette
L'École nationale supérieure des arts de la marionnette (ESNAM) se consacre à la formation de l'acteur-marionnettiste par un enseignement spécifique. L'ESNAM ouvre ses portes en 1987, grâce aux efforts conjugués de Jacques Félix et Margareta Niculescu, fondatrice et alors présidente de la commission Formation professionnelle de l'UNIMA. Elle en est la directrice jusqu'en 1998. Margareta Niculescu apporte sa vision personnelle de la pédagogie dans le domaine de la marionnette.
Une pédagogie innovante s'invente autour de la notion d'acteur-marionnettiste, prenant en compte les évolutions du théâtre de marionnettes contemporain. Cette école a formé à ce jour douze promotions de jeunes professionnels qui renouvellent aujourd'hui la création contemporaine.
Le cursus de trois ans, ouvert sur concours aux étudiants français et étrangers, est sanctionné par un diplôme d'État, le Diplôme des Métiers des Arts du spectacle (DMA) (jusqu'en 2016). Depuis septembre 2012, le DMA donne accès par habilitation à l'obtention d'une licence Arts du spectacle option Arts de la marionnette en collaboration avec l'Université de Picardie Jules-Verne d'Amiens. En 2016, le DMA cède la place au DNSPC, Diplôme National Supérieur Professionnel du Comédien, spécialité acteur-marionnettiste, qui vaut grade licence Arts du spectacle.
Les cours réguliers dans les domaines de base (jeu dramatique, jeu par la marionnette, corps et mouvement, voix, approche dramaturgique, scénographie et construction), alternent avec des stages dirigés par des artistes de différentes disciplines qui donnent lieu à des réalisations présentées devant le public.
Si l'évaluation est continue, trois grandes étapes permettent aux élèves d'exploiter leurs capacités créatives : une réalisation sous la direction d'un metteur en scène, une réalisation personnelle (un solo d'une dizaine de minutes), puis un projet de fin d'études présenté devant un jury professionnel. 

### Insertion professionnelle
Des programmes viennent compléter la formation initiale :
- Programme Création/Compagnonnage[25]. Le programme, proposé en priorité aux anciens élèves de l'école, prolonge cette formation en permettant à des jeunes artistes d'initier ou de développer un projet professionnel, en offrant l'infrastructure et les moyens nécessaires au projet (chantier de création, atelier, construction, répétitions…). Quatre à cinq projets sont ainsi soutenus chaque année.
- Programme Recherche/eXpérimentation[26]. Le programme est destiné à une équipe professionnelle intégrant de jeunes artistes, de préférence issus de l'ESNAM, engagés dans une démarche expérimentale de création. La dimension de la recherche, la rencontre avec d'autres langages artistiques et la spécialisation sont des éléments déterminants dans l'attribution de ce programme. La diffusion des réalisations permet la rencontre des jeunes professionnels avec le réseau.

À partir de 2017, ces deux programmes sont remplacés par deux autres formules :
- les résidences Tremplin qui permettent d’accueillir les projets artistiques des diplômés durant la période des trois années post diplôme. Travail à la table, expérimentation, répétitions, constructions en fonction de l’avancée des projets ;
- l’aide à l’embauche des jeunes diplômés par des compagnies ou des équipes artistiques.

### Formation professionnelle ou tout au long de la vie
Depuis sa création, l'Institut international de la marionnette organise également des stages de formation professionnelle, ouverts aux marionnettistes et aux professionnels des arts de la scène du monde entier. Ils permettent de réaliser un vrai parcours de formation sous la direction d'un ou plusieurs maîtres de stage français et étrangers. Ces stages s'organisaient sous le nom d'« université d'été » entre 1992 et 1996 et prennent aujourd'hui le nom de « stages professionnels ». 

### Service éducatif et outils pédagogiques
L'inscription de l'Institut international de la marionnette dans son territoire passe également par la formation et la sensibilisation des publics, notamment scolaires. Un enseignant-relais crée le lien avec les établissements et aide à la réalisation de projets de la visite-animation jusqu'à des ateliers annuels. 
Chaque année, en mai, la programmation du « Petit Festival », réalisée en partenariat avec l'Inspection académique des Ardennes permet de montrer les réalisations des différents ateliers menés avec des marionnettistes dans les classes.
Par ailleurs, l'Institut développe des outils pédagogiques : une mallette pédagogique à l'intention des enseignants, des dossiers pédagogiques consultables sur le Portail des arts de la marionnette.

## Pôle Recherche
Pour consolider ses missions originelles autour de la recherche, l'Institut international de la marionnette a structuré en 2012 ses activités documentaires, scientifiques et éditoriales autour d'un pôle Recherche et documentation. À travers les différentes activités de ce pôle, l'institut œuvre à encourager la recherche fondamentale sur les arts de la marionnette, accompagner le processus de création des artistes, renforcer les liens entre les communautés de la recherche et celles de la création, et partager ces démarches avec le public.
En 2013, à travers ce pôle, l'Institut international de la marionnette est devenu pôle associé à la Bibliothèque nationale de France. 
En mai 2016, la Chaire d'innovation ICiMa, Cirque et Marionnette est lancée. Portée par l'Institut International de la Marionnette et le Centre national des arts du cirque, elle vise à constituer en région un pôle d'expertise de compétence, dans différents domaines : usages innovants de matériaux, geste et prévention des risques dans le spectacle vivant, valorisation du patrimoine et médiation, apport de la créativité du spectacle vivant à la recherche appliquée, développement de nouvelles synergies économiques et sociales durables. 
2019 voit la structuration d'un Pôle recherche et innovation et d'un Centre de documentation et des collections, en préfiguration de la future Cité des arts la marionnette.

### Centre de documentation
Le centre de documentation a été fondé dès la création de l'Institut international de la marionnette en 1981.
À travers son centre de documentation, l'Institut International de la Marionnette veille à la collecte et à la conservation de tout document relatif aux arts de la marionnette, quels que soient son support (document, image, audiovisuel, archive, objet, supports numériques natifs) et son pays d'origine. Il travaille en collaboration avec plusieurs institutions, et particulièrement celles du patrimoine (Bibliothèque nationale de France, Musées Gadagne à Lyon, Musées d'Amiens, Musée des civilisations de l'Europe et de la Méditerranée à Marseille, réseau de musées et bibliothèques en Europe et dans le monde), afin de trouver la destination la plus pertinente, la plus sûre, pour ces fonds et collections relatifs aux arts de la marionnette, mais aussi afin d'en assurer le meilleur accès et la plus grande visibilité.

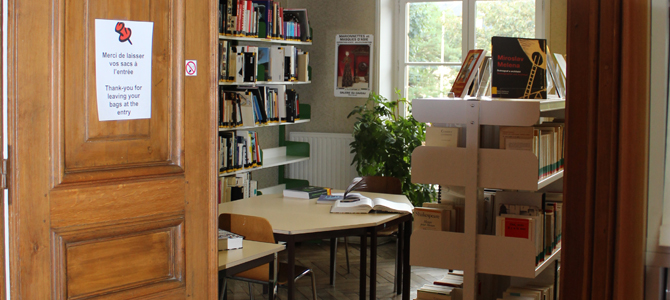
Centre de documentation de l'Institut international de la marionnette

Les fonds et collections de l'Institut international de la marionnette s'enrichissent d'environ un millier de documents par an, par des acquisitions d'ouvrages et de vidéos, mais aussi par des échanges périodiques essentiellement, et par des dons, grâce aux liens étroits qu'entretient l'institut avec les professionnels et les compagnies françaises et étrangères.
Le fonds documentaire de l'Institut international de la marionnette rassemble des ressources multilingues, datant du XIXe siècle pour les plus anciennes. L'art du marionnettiste faisant appel à de nombreux savoirs et savoir-faire, ce fonds documentaire spécialisé s'étend au-delà des champs de la marionnette pour aborder plus largement le théâtre, la littérature, les arts plastiques, l'anthropologie, l'ethnologie, la philosophie, les autres formes du spectacle vivant, etc.
Il a été constitué à partir du don de Jean-Loup Temporal (1921-1964), composé notamment d'imprimés des XIXe et XXe siècles, ainsi que de manuscrits autographes ou dactylographiés du répertoire de Guignol, et complété au fil du temps par des dons et acquisitions. Il s'est notamment enrichi en 2013 de la bibliothèque du marionnettiste Jacques Chesnais (1907-1971) et de celle de Brunella Eruli (1943-2012), professeur à l'Université de Sienne et spécialiste des avant-gardes, qui a été la créatrice et rédactrice en chef de la revue de l'Institut international de la marionnette, Puck, la marionnette et les autres arts.
Ses collections comptent aujourd'hui :
- Un fonds d'ouvrages de plus de 9 000 références, consacrés aux théâtres de marionnettes et à leurs différentes formes à travers le monde et les époques : réflexions théoriques, techniques de construction et de manipulation (ombre, fils, etc.), personnages traditionnels (Guignol, Punch et Judy, etc.), utilisations particulières de la marionnette (pédagogie, thérapie, etc.), présence de la marionnette dans les médias, liens entre le théâtre de marionnettes et les autres formes artistiques (cirque, danse, etc.), pièces de théâtre pour marionnettes, des XXe et XXIe siècles pour la majorité d'entre elles, du XIXe siècle pour les plus anciennes (répertoires pour Guignol, Polichinelle, Kasperle, etc.) ;
- Plus d'une centaine de titres de périodiques provenant du monde entier ;
- Une vidéothèque[31], riche de près de 1 800 documents : captations de spectacles, présentations de fin de stages professionnels, travaux des élèves de l'École nationale supérieure des arts de la marionnette, films d'animation, interviews et documentaires ;
- Une iconothèque d'environ 10 000 photographies, affiches, cartes postales ;
- Des fonds d'archives et de manuscrits : fonds Temporal (manuscrits autographes et dactylographiés du répertoire de Guignol) ; fonds Alain Recoing ; fonds Claude et Colette Monestier (Marionnettes des Tournemains, Théâtre sur le Fil) ; fonds Geneviève Leleu-Rouvray (travaux bibliographiques) ; fonds Thierry Dufourmantelle (captations de spectacles des années 1990 et  2000) ; fonds Brunella Eruli (archives de l'universitaire) ;
- Un fonds de littérature grise (actes de congrès, mémoires de maîtrise, thèses de doctorat, etc.) ;
- Près de 3 000 dossiers documentaires sur les compagnies, les festivals, les théâtres fixes, les écoles, les musées, en France et dans le monde, ainsi que des dossiers thématiques ;
- Deux collections d'objets : une collection patrimoniale de plus de 300 marionnettes et silhouettes de théâtre d'ombres du monde entier, et la collection de l'École nationale supérieure des arts de la marionnette (marionnettes et autres objets produits par les étudiants des différentes promotions et par leurs maîtres Roman Paska, Philippe Genty, Mimmo Cutticchio tchèques, etc.).

Par ailleurs, le centre de documentation tient à jour une base de données sur les compagnies, festivals, lieux de formation, musées, chercheurs. Il met à disposition du public bibliographies, vidéographies et webographies thématiques.
Depuis 2008, l'Institut international de la marionnette a pratiqué plusieurs chantiers de numérisation de ses collections, en commençant par les manuscrits dactylographiés d'Edward Gordon Craig, dont l'institut avait fait l'acquisition en 2001. Ces chantiers de numérisation se sont développés de 2009 à 2013, dans le cadre du chantier du Portail des arts de la marionnette. L'ensemble des manuscrits du répertoire de Guignol est désormais numérisé et consultable en ligne. En 2013, l'institut achève la numérisation rétroactive de l'ensemble de ses fonds de photographies et vidéos de compagnies françaises des années 1940 à nos jours.

### Portail des Arts de la Marionnette
Le projet de Portail des arts de la marionnette (http://www.artsdelamarionnette.eu) a été initié en 2008, dans le cadre de l'appel à projets du Ministère de la culture et de la communication pour la numérisation du patrimoine et de la création contemporaine. L'Institut international de la marionnette est le porteur de ce projet.

Le Portail des arts de la marionnette est un portail Internet adossé à une base de données interopérable. Il fédère les ressources numériques ou numérisées d'une trentaine d'institutions françaises liées aux arts de la marionnette. Il s'ouvre aujourd'hui à des partenariats européens (Belgique en 2013).
Le Portail des arts de la marionnette a été intégré au fonctionnement de l'Institut international de la marionnette en 2012. Le pôle Recherche et documentation en assure l'administration, l'animation, et la coordination éditoriale, en s’appuyant sur un conseil éditorial composé de représentants des différents partenaires.
Dans le cadre du chantier du Portail des arts de la marionnette, l'Institut international de la marionnette et ses partenaires travaillent à l'élaboration de référentiels internationaux :
- Lexique et thésaurus multilingues des arts de la marionnette ;
- Guide de description des objets marionnettiques, à l’intention des institutions du patrimoine.

En septembre 2019, une version Le lab (laboratoire) du Portail des Art de la Marionnette revisité est lancée http://lelab.artsdelamarionnette.eu.

### Veille, réseaux, résidences de recherche
En s'appuyant sur son conseil scientifique et sur un réseau d'universités et d'institutions du patrimoine en France et à l'étranger, le pôle Recherche et documentation de l'Institut international de la marionnette effectue un travail de veille visant à dresser une cartographie de la recherche existante, à repérer les lacunes, à anticiper les besoins. Cette veille peut déboucher sur la préconisation de chantiers prioritaires et l'incitation à leur réalisation.
Il propose chaque année des programmes de résidences de recherche ouverts aux chercheurs, aux créateurs et aux étudiants, quelle que soit leur nationalité. 

### Laboratoires, journées d'étude et colloques
Observateur de la recherche sur les arts de la marionnette, le pôle Recherche et documentation en est aussi acteur, par la participation à des cycles de recherche (initiative d'un chantier international de recherche linguistique sur le lexique de la marionnette ; cycle « Censures, propagandes, résistance » en partenariat avec la Bibliothèque nationale de France, THEMAA et les musées Gadagne ; interrogation du concept d' « Autres arts » dans le cadre du Labex ARTS-H2H ; accueil du Laboratoire des Arts et Philosophies de la Scène), à des laboratoires et journées d'étude, ou par l'organisation de colloques internationaux. C'est ainsi que s'est tenu à Charleville-Mézières en 2012 le colloque « Surmarionnettes et mannequins : Craig, Kantor et leurs héritages contemporains », en partenariat avec l'Université Paul-Valéry Montpellier 3 et l'Université d'Arras. 

### Éditions
Depuis 1988, pour pallier le manque de publications de référence sur le domaine des arts de la marionnette, l'Institut international de la marionnette a développé un programme éditorial :
- Une revue annuelle : Puck, la marionnette et les autres arts, dont chaque numéro est dédié à une étude thématique[36]. Celle-ci a été dirigée de 1988 à 2012 par Brunella Eruli.
- La collection « La Main qui parle », où sont publiés des ouvrages de recherche (Métamorphoses, la marionnette au 20e siècle, de Henryk Jurkowski[37] ; Drama for fools / le Théâtre des fous, d'Edward Gordon Craig, sous la direction de Didier Plassard[38]) ou de grands témoignages historiques (Mémoires improvisés d'un montreur de marionnettes, d'Alain Recoing[39]). Celle-ci a été dirigée par Margareta Niculescu jusqu'en 2012, puis par Lucile Bodson.

Réalisées pendant plusieurs années de façon indépendante ou dans le cadre de partenariats avec les Presses universitaires de Nancy, des Éditions l'Âge d'Homme ou de la revue Alternatives théâtrales, ces éditions papier se font en collaboration avec les éditions l'Entretemps de 2006 à 2016, puis avec Deuxième époque, éditeur repéré dans le domaine des arts du spectacle.
En 2013, avec la parution du DVD 1+1=0, une très courte leçon de Tadeusz Kantor, ce programme éditorial s'enrichit d'un volet audiovisuel.

### Expositions et patrimoine
À partir des fonds et collections de son centre de documentation, mais aussi du travail d'enquête et de ressources produites dans le cadre du Portail des arts de la marionnette, l'Institut international de la marionnette produit et programme des expositions afin d'associer le public à la découverte de l'histoire et de la création contemporaine.
Les plus marquantes, « Marionnettes en territoire africain », « Marionnettes en territoire brésilien » et « Marionnettes en territoire japonais », réalisées à l'occasion des 9e (1991), 10e (1994) et 11e (1997) éditions du Festival mondial des théâtres de marionnettes de Charleville-Mézières, en partenariat avec plusieurs musées et collections françaises et internationales (Maisons des cultures du monde, Musée de l’Homme, Musée Rimbaud) ont donné lieu à l'édition de catalogues.
De 2010 à 2013, l'exposition itinérante « Marionnettes, territoires de création », réalisée en partenariat avec la ville de Gonesse, Le Tas de Sable - Ches Panses Vertes, le Théâtre de Bourg-en-Bresse, L'Hectare, le Théâtre Gérard-Philipe (Frouard) et THEMAA, a permis de faire découvrir au public la diversité des réalités contemporaines des arts de la marionnette.

## Activités complémentaires

### Festival mondial des théâtres de marionnettes
L'Institut international de la marionnette propose une programmation durant le Festival mondial des théâtres de marionnettes, organisé par les Petits comédiens de chiffons. Son pôle recherche et documentation organise une foire internationale du livre des arts du spectacle, ainsi qu'une programmation de rencontres et de projections. En lien avec ses activités, l'institut propose des spectacles réalisés par des compagnies accueillies en résidence, et des élèves de l'École nationale supérieure des arts de la marionnette. Le festival est aussi le moment où l'institut récompense des artistes avec les « Prix IIM », trois récompenses décernées tous les deux ans dans trois domaines : la recherche, la transmission et la création/expérimentation. En 2011, le prix de la recherche a été décerné à John Bell pour son ouvrage American Puppet Modernism ; le prix de la transmission à Alain Recoing et celui de la création/expérimentation à Gisèle Vienne. En 2013, le travail pédagogique de Fabrizio Montecchi a été salué par la remise du prix de la transmission, Alice Laloy a, quant à elle, reçu le prix de la création/expérimentation pour l'aspect novateur de son mode de narration. En 2015, Claire Heggen a reçu le prix de la transmission, Uta Gebert celui de la création/expérimentation et deux prix de la recherche ont été attribués car aucun n'avait été décerné en 2013.  Adriana Schneider Alcure a reçu le prix de la recherche "Ouverture de champ" pour sa thèse A zona da mata é rica de cana e brincadeira. Uma etnografia do mamulengo (2007) et Li Guo a reçu le prix de la recherche "Nouveaux outils conceptuels" pour son ouvrage The Performing Arts in Medieval Islam. Shadow Play and Popular Poetry in Ibn Daniyal’s Mamluk Cairo (2012).

### Petit Festival
Tous les ans depuis 2004, le Petit festival, en partenariat avec l'Inspection académique des Ardennes, est organisé dans le cadre de sensibilisation scolaire. Ce festival a lieu au Théâtre de l'institut de la marionnette (TIM) pendant deux jours, et tend à se prolonger dans d'autres espaces théâtraux comme la salle Manureva à Charleville-Mézières. À l'issue du festival, les classes se réunissent et se montrent mutuellement les réalisations des différents ateliers menés par des marionnettistes.

## Bâtiments

### Institut international de la marionnette
En 1980, la ville met à disposition un bâtiment place Winston Churchill, qui jouxte le Musée de l'Ardenne et le Grand marionnettiste, pour les activités de l'Institut international de la marionnette. Les travaux sont confiés à Pierre Villière, architecte attitré des locaux compris dans le développement des missions de l'institut. 

### École nationale supérieure des arts de la marionnette
Après 30 années passées à l'Espace Lebon, rue du Petit-Bois, l'École Nationale Supérieure des Arts de la Marionnette est installée depuis septembre 2017 au 16 avenue Jean Jaurès, à la place de l'ancien magasin Troussel, dont la façade originale a été conservée lors des travaux. Ce nouveau bâtiment, entièrement consacré aux arts de la marionnette, comprend de nombreux espaces : un théâtre d'une centaine de places, divers ateliers de construction de marionnettes et de décors, des salles d'expression corporelle, ou encore une salle de cours.

### Villa d'Aubilly

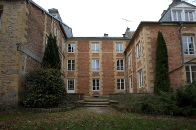
Villa d'Aubilly, côté jardin

La Villa d'Aubilly, lieu de rencontre et de résidence pour chercheurs et créateurs situé à proximité du centre ville et de l'Institut international de la marionnette, fait partie du patrimoine architectural de Charleville-Mézières. Le bâtiment date du XVIIe siècle. La villa a été inaugurée en 1996 par le Ministre de la culture Philippe Douste-Blazy.
La bâtisse, dont la particularité réside dans son architecture de brique et de pierre, comprend trois étages et un parc boisé. Elle est à la fois un lieu de vie et un lieu de travail. Elle dispose de quatre appartements comprenant plusieurs chambres individuelles et plusieurs studios, ainsi qu'une salle de réunion, un salon de lecture, de vidéo et de détente, et un espace de restauration.
La Villa d'Aubilly a été restaurée grâce au Ministère de la Culture (France), à la région Champagne-Ardenne, au Conseil général des Ardennes et à la ville de Charleville-Mézières. 
N'étant plus aux normes de sécurité en vigueur, Villa d'Aubilly a fermé au public fin 2018 et a fait l'objet d'une étude de réhabilitation. L'Institut International de la Marionnette n'ayant pas les moyens financiers de rénover ce lieu, une cession pour un euro symbolique à la ville de Charleville-Mézières est prévue dès 2021. La vente s'est finalement concrétisée en juillet 2024. Après rénovation, la ville mettra les espaces à la disposition du futur Pôle international de la marionnette pour ses activités.  

### Grand Magasin (aujourd'huiEcole Nationale Supérieure des Arts de la Marionnette)
Le Grand magasin fût un lieu d'exposition, de rencontre, de résidence et un espace dans lequel s'organisait la foire aux livres de l'Institut international de la marionnette durant le Festival mondial des théâtres de marionnettes. L'acquisition de ce bâtiment a eu lieu sous la direction de Roman Paska au début des années 2000. À son origine, le Grand magasin était un magasin de confection nommé Troussel.
Aujourd'hui, le Grand magasin a fait l'objet d'un projet de réaménagement pour héberger l'École Nationale Supérieure des Arts de la Marionnette et permettre l'accueil d'une nouvelle promotion tous les deux ans. Seule la façade du bâtiment a été conservée. La communauté d'agglomération Ardenne Métropole a porté le projet. Le nouveau bâtiment conçu par le cabinet d'architectes Blond et Roux a été inauguré en septembre 2017, à l'occasion du Festival mondial des théâtres de marionnettes. 

## Publications

### Ouvrages scientifiques
- 1986 : Stathis Damianakos, Théâtre d'ombres, tradition et modernité, coédition l'Harmattan.
- 1991 : Henryk Jurkowski, Écrivains et marionnettes. Quatre siècles de Littérature dramatique en Europe.
- 1992 : Didier Plassard, L'acteur en effigie. Figures de l'homme artificiel dans le théâtre des avant-gardes historiques, coédition avec l'Âge d'Homme.
- 1993 : Annie Gilles, Images de la marionnette dans la littérature, coédition avec les Presses Universitaires de Nancy.
- 1994 : Jean-Luc Impe, Opéra baroque et marionnette. Dix lustres de répertoire musical au siècle des lumières.
- 1995 : Geneviève Leleu Rouvray et Gladys Langevin, Bibliographie internationale de la marionnette (ouvrages en anglais de 1945 à 1990).
- 1996 : Didier Plassard, Les mains de lumière, anthologie des écrits sur l'art de la marionnette.
- 1997 : Geneviève Leleu Rouvray, Gladys Langevin, Bernard Grelle, Bibliographie internationale de la marionnette (ouvrages en français de 1945 à 1996).
- 1998 : Olenka Darkowska-Nidzgorski et Denis Nidzgorski, Marionnettes et masques au cœur du théâtre africain, coédition avec les Éditions SEPIA.
- 2000 : Henryk Jurkowski, Métamorphoses - La marionnette au 20e siècle.
- 2000 : Le Théâtre dédoublé, coédition Alternatives Théâtrales.
- 2002 : Voix d'auteurs et marionnettes, coédition avec Alternatives Théâtrales.
- 2003 : Objet-danse, coédition avec Alternatives Théâtrales.
- 2008 : Henryk Jurkowski, Métamorphoses - La marionnette au 20e siècle, réédition.
- 2009 : Roland Shön, Les Oiseaux Architectes - Le Montreur d'Adzirie, coédition avec L'Entretemps.
- 2009 : Passeurs et complices / Passing It On, coédition L'Entretemps.
- 2011 : Alain Recoing, Mémoires improvisés d'un montreur de marionnette, coédition avec L'Entretemps.
- 2012 : Edward Gordon Craig, Didier Plassard, Marion Chénetier-Alev et Marc Duvillier, Le théâtre des fous / The drama for fools, coédition avec L'Entretemps.
- 2013 : Surmarionnettes et mannequins : Craig, Kantor et leurs héritages contemporains, actes de colloque.
- 2014 : La Marionnette : objet d'histoire, œuvre d'art, objet de civilisation, sous la direction de Thierry Dufrêne et Joël Huthwohl.
- 2015 : Marionnettes et fantasmagories ; madagascar et îles voisines, par Olenka Darkowska-Nidzgorski et Claude Razanajao, une coédition Studio 27
- 2016 : Les scènes philosophiques de la marionnette, ouvrage dirigé par Hélène Beauchamp, Flore Garcin-Marrou, Joëlle Nogues et Elise Van Haesebroeck, coédition avec L'Entretemps
- 2019 : Marionnettes et pouvoirs. Censures, propagandes, résistances, ouvrage dirigé par Raphaèle Fleury et Julie Sermon, coédition avec les Edition Deuxième Epoque.

### Catalogues d'exposition
- 1981 : Expositions itinérantes de l'IIM.
- 1991 : Olenka Darkowska Nidzgorski, Marionnettes en Territoire Africain.
- 1994 : ouvrage collectif, Marionnettes en Territoire Brésilien.
- 1997 : Michiko Ueno-Herr et Guillaume Desanges, Marionnettes en Territoire Japonais.
- 2000 : Pupazzi con rabbia e sentimento.
- 2001 : Bread & Puppet : La Cathédrale de papier mâché.
- 2004 : Marionnettes d'artistes.
- 2006 : Marionnettes d'ici et d'ailleurs : entre tradition et modernité.

### Périodiques: Puck
- 1988 : Puck n°1 - L'avant-garde et la marionnette.
- 1989 : Puck n°2 - Les plasticiens et les marionnettistes.
- 1990 : Puck n°3 - Marionnette et société.
- 1991 : Puck n°4 - Des corps dans l'espace.
- 1992 : Puck n°5 - Tendances. Regards.
- 1993 : Puck n°6 - Musiques en mouvement.
- 1994 : Puck n°7 - Pro-Vocation. L'École.
- 1995 : Puck n°8 - Écritures. Dramaturgies.
- 1996 : Puck n°9 - Images virtuelles.
- 1997 : Puck n°10 - L'enfant au théâtre.
- 1998 : Puck n°11 - Interférences.
- 1999 : Puck n°12 - La marionnette dans la rue.
- 2000 : Puck n°13 - Langages croisés.
- 2006 : Puck n°14 - Les mythes de la marionnette.
- 2008 : Puck n°15 - Les marionnettes au cinéma.
- 2009 : Puck n°16 - L'opéra des marionnettes.
- 2010 : Puck n°17 - Le point critique.
- 2011 : Puck n°18 - Marionnettes en Afrique.
- 2012 : Puck n°19 - Collections et collectionneurs.
- 2014 : Puck n°20 - Humain - non-humain.

### Documentaire audiovisuel
- 2013 : Marie Vayssière et Stéphane Nota, 1 + 1 = 0. Une très courte leçon de Tadeusz Kantor.

## Expositions
- 1981 : Karagöz : Théâtre d'ombres turc.
- 1981 : Wayang Kulit de Java.
- 1981 : Wayang Golek de Java.
- 1981 : Les graphistes et la Marionnette.
- 1981 : Gravures.
- 1991 : Marionnettes en territoire africain.
- 1994 : Marionnettes en territoire brésilien.
- 1997 : Marionnettes en territoire japonais.
- 2000 : Pupazzi con rabbia e sentimento, rétrospective Dario Fo et Franca Rame.
- 2001 : Bread & Puppet : La cathédrale de papier mâché.
- 2002 : Jan Svankmajer et Eva Svankmajerova : Bouche à bouche. Commissariat : Maurice Corbet.
- 2004 : Marionnettes d'artistes.
- 2005 : Giramundo, marionnettes du Brésil. Commissariat : Commissariats généraux brésilien et français.
- 2006 : Marionnettes d'ici et d'ailleurs : entre tradition et modernité.
- 2006 : Marionnette d'ici et d'ailleurs : marionnettes contemporaines. Commissariat : Michel Ozeray.
- 2007 : Au cœur de Bread & Puppet : photographie de Massimo Schuster.
- 2007 : La révolte des mannequins, de Royal De Luxe.
- 2008 : Approcher l'univers du théâtre de Guignol et de Mister Punch à travers marionnettes, documents iconographiques et textes.
- 2008 : Les pérégrinations d'un scénographe : Jean-Baptiste Manessier. Commissariat : Lucile Bodson.
- 2009 : Avatars, nos vies rêvées, de Christophe Loiseau.
- 2009 : Marionnettes : Secrets de manipulation.
- 2010 : Marionnettes, territoires de création. Commissariat : Evelyne Lecucq.
- 2011 : Marionnettes : tout un monde !. Reprise de Marionnettes : Secrets de manipulation.
- 2011 : Marionnettes en Champagne-Ardenne. Reprise de Marionnettes, territoires de création. Commissariat : Evelyne Lecucq.
- 2012 : Portraits-Autoportraits.
- 2012 : Exposition Craig et Kantor.
- 2014 : Marionnettes et formation : une école d'art dans la ville
- 2015 : La marionnette : une école d'art dans la ville

## Programmes de création
- 1995 : Création de l'Ouvroir du TIM, laboratoire de recherche et création. Premier spectacle : Ulysse, mis en scène de Jean-Louis Heckel, avec les élèves de l'ESNAM (tournée nationale).
- 2000 : arden/Ardennes, mise en scène de Roman Paska, dans le cadre du programme TAXi2M.
- 2001 : Théâtre des oreilles, mise en scène de Zaven Paré et Allen S. Weiss, dans le cadre du programme TAXi2M.
- 2003 : Objet-danse, quatre petites formes danse-marionnette, dans le cadre du programme TAXi2M.
- 2004 : Têtes pansues, mise en scène de Christian Gangneron, dans le cadre du programme Recherche/eXpérimentation.
- 2004 : Heimat, où habitons-nous ? (Habi-table) de Julika Mayer, créé dans le cadre du programme TAXi2M.
- 2006 : La conquête du pôle sud, mise en scène de Jean-Louis Heckel, dans le cadre du programme Recherche/eXpérimentation.
- 2006 : Black Box, installation-spectacle de Judith Nab, dans le cadre du programme Recherche/eXpérimentation.
- 2006 : Idem Esse, spectacle de Sylvie Chartrand, dans le cadre du programme Recherche/eXpérimentation.
- 2006 : La Conquête du pôle sud, mise en scène de Jean-Louis Heckel, dans le cadre du programme Recherche/eXpérimentation.
- 2007 : La révolte des mannequins, de Royal de luxe, dans le cadre des programmes Création/Compagnonnage et recherche/eXpérimentation.
- 2008 : Capharnaüm, mise en scène de Alain Gautré, dans le cadre du programme Recherche/eXpérimentation.
- 2011 : Entre deux, spectacle de la compagnie La Méta Carpe, dans le cadre du programme Création/Compagnonnage.
- 2011 : Vanitatum Cabinetum, de Cyril Bourgois, dans le cadre du programme Recherche/eXpérimentation.
- 2012 : Les Encombrants font leur cirque, mis en scène Claire Dancoisne, Théâtre de la Licorne.
- 2014-2015 : Les Indes galantes, de Rameau - Les Paladins, direction Jérôme Corréas et mise en scène Constance Larrieu
- 2014 : 'Histoire d'Ernesto', d'après La Pluie d'été de Marguerite Duras dans une mise en scène de Sylvain Maurice

## Rencontres, journées d'étude, colloques
- 1988 : 1re rencontre internationale des critiques de théâtre menée en collaboration avec l'Association internationale des critiques de théâtre pendant le Festival mondial de Charleville-Mézières.
- 1989 : Rencontre « La voix, le corps et la marionnette », qui réunit du 24 au 28 juin plus soixantaine de professeurs et maîtres de conférences de ces deux disciplines des écoles de marionnettes et d'art dramatique.
- 1989 : « La marionnette : un théâtre dangereux ? », rencontre accueillie par le CDN de Reims, réunissant spectacles et colloques sur le thème de l'engagement politique du théâtre de marionnettes contemporain.
- 1990 : 1re rencontre internationale des écoles de marionnettes (RIDEM), du 16 au 23 juin. « L'école comme pro-vocation » : 14 écoles supérieures de différents pays sont réunies pour débattre sur le contenu de l'enseignement. Signature, par dix écoles, de la Convention internationale des écoles de marionnettes (CIEM).
- 1992 : « Musiques en mouvement », du 17 au 20 septembre, présidée par Georges Aperghis. Rencontre entre le théâtre musical, la marionnette et le théâtre lyrique.
- 1993 : 2e rencontre internationale des écoles de marionnettes, du 29 juin au 4 juillet. Soutenue par la Commission des communautés européennes et le Conseil de l'Europe, 15 écoles supérieures venues d'Europe, d'Asie et d'Amérique se rencontrent sur le thème du mythe.
- 1995 : Rencontre sur l'enseignement de l'histoire et de la théorie au sein des Écoles nationales, présidées par Robert Abirached à Charleville-Mézières.
- 1996 : 3e rencontre internationale des enseignements artistiques (RIDEA), du 27 septembre au 4 octobre. Pendant 8 jours, la rencontre a réuni 16 écoles nationales supérieures et départements marionnettes, 9 écoles de Beaux-Arts, 3 conservatoires d'Art dramatique et 6 conservatoires de Musique et de danse, d'une vingtaine de pays européens.
- 1997 : Rencontre, du 10 au 13 avril, du Réseau international des sources de recherche sur la marionnette, pour une mise en commun du patrimoine des centres de documentation, des musées et bibliothèques.
- 1998 : Programme de séminaires à la Villa d'Aubilly, de janvier à juin.
- 1999 : 4e rencontre internationale des enseignements artistiques, du 2 au 9 juillet. Cette rencontre rassemble 34 écoles (de marionnettes, théâtre, arts plastiques et scénographie, musique, danse et cirque) venues de 19 pays.
- 2004 : Séminaire international « L'enseignement des arts de la marionnette en Europe : enjeux, pratiques, perspectives », qui réunit pendant 3 jours, 7 directeurs d'écoles supérieures.
- 2007 : Rencontre européenne des écoles de marionnettes « Écoles en scène », du 29 juin au 5 juillet. Six écoles supérieures des arts de la marionnette se rencontrent pour proposer et partager des spectacles, tables rondes et master class.
- 2012 : Colloque international « Surmarionnettes et mannequins : Craig, Kantor et leurs héritages contemporains », du 15 au 17 mars à Charleville-Mézières.
- 2013 : « La marionnette, instrument de propagande », journée d'étude co-organisée par l'Institut International de la Marionnette, THEMAA, la Bibliothèque nationale de France et le musée des marionnettes du monde – Musées Gadagne de Lyon.
- 2014 : Colloque international « Marionnettes et pouvoir : censures, propagandes et résistances (XIXe-XXIe) »[47] du 20 au 22 novembre 2014.